# Annibale Berlingieri
Pour les articles homonymes, voir Berlingieri.
Annibale Berlingieri est un homme politique italien, né le 1er avril 1874 à Crotone (Calabre) et mort le 29 mars 1947 à Rome.

## Biographie
Il provient de la famille noble crotoniate des Berlingieri. Il est député des XXIIIe et XXIVe législatures du royaume d'Italie de 1909 à 1919.
En 1911, il présente un projet de loi visant à rattacher la commune de San Pietro in Guarano (province de Cosenza) au mandamento (en) de Cosenza.